# 纳西尔 (南苏丹)
纳西尔（Nasir）是南蘇丹共和國的都市，拉喬爾州的首府，位在南蘇丹東北部。人口約1.3萬（2013年）。

## 地理
位在尼羅河東部支流索巴特河的北岸，距離衣索比亞邊境約30公里。